# 莫龍格
莫龍格（波蘭語：Morąg，波蘭語發音：[ˈmɔrɔŋk]，德語發音：[ˈmoːʁʊŋən] ⓘ，莫龙根）是波蘭瓦爾米亞-馬祖里省的城鎮，位於該國北部，距離省會奧爾什丁44公里，由条顿骑士团始建於十三世紀，面積12.17平方公里，2006年人口14,497。

## 外部連結
- Municipal website （页面存档备份，存于） （波兰語）

53°55′N 19°56′E / 53.917°N 19.933°E